# Marcos Delpadre
 Marcos Delpadre  (Concepción, Paraguay, 18 de junio de 1991) es un futbolista paraguayo. Juega de defensa y su equipo actual es San Antonio de la Serie B de Ecuador.

## Clubes
| Club                     | País      | Año       |
| ------------------------ | --------- | --------- |
| Club Huracán             | Argentina | 2010-2012 |
| Club Dr. Benjamín Aceval | Paraguay  | 2012-2013 |
| Sportivo Luqueño         | Paraguay  | 2014      |
| Caacupé F. C.            | Paraguay  | 2014      |
| Manta F. C.              | Ecuador   | 2015      |
| Macará                   | Ecuador   | 2016      |
| Aucas                    | Ecuador   | 2017      |
| Liga de Portoviejo       | Ecuador   | 2018-2019 |
| América de Quito         | Ecuador   | 2020      |
| La Unión                 | Ecuador   | 2021      |
| San Antonio              | Ecuador   | 2022-act. |

## Palmarés

### Campeonatos nacionales
| Título  | Club   | País    | Año  |
| ------- | ------ | ------- | ---- |
| Serie B | Macará | Ecuador | 2016 |